# Ivan Franko
Ivan Jakovyč Franko (ukrajinsky Іва́н Я́кович Франко; 27. srpna 1856, Nahujevyči u Drohobyče – 28. května 1916 Lvov) byl haličský rodák, občan Rakousko-Uherska, ukrajinský básník, spisovatel, dramatik, esejista a literární kritik, organizátor kulturního života, národní buditel, politik, historik, etnograf, filozof a překladatel. Již od studentských let byl aktivně činný v revolučním hnutí, za tuto svoji aktivitu byl nejednou vězněn a byl pod stálým policejním dozorem.

## Biografie

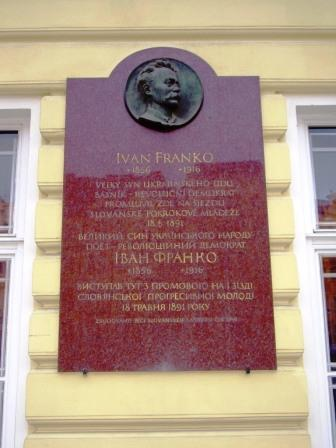
Dvojjazyčná deska na pražském Žofíně, text: „Ivan Franko * 1856 † 1916 Velký syn ukrajinského lidu, básník – revoluční demokrat promluvil zde na sjezdu slovanské pokrokové mládeže 18.5.1891“

Vystudoval gymnázium v Drohobyči (zde jeho učitelem byl ukrajinský politik Ksenofont Ochrymovyč), později klasickou a ukrajinskou filologii na Lvovské univerzitě, odkud byl pro společensko-politickou a revoluční protistátní činnost vyloučen. Ve studiu pokračoval nejdřív na Černovické univerzitě v Bukovině, pak na Vídeňské univerzitě, kde obhájil disertaci u známého slavisty chorvatského původu Vatroslava Jagiće (1893).
Stylově Franko patří k prvním ukrajinským realistům. Bývá považován za nejvýznamnějšího básníka po Ševčenkovi. Už jeho druhá sbírka „Z veršyn i nyzyn“ (1887) nese novátorské elementy. Sbírky jako „Věčný revolucionář“ nebo „Kameník“ šířily mezi mládeži revoluční náladu, proto byly např. v Rusku zakázány. Vrcholem Frankovy intimní lyriky je sbírka „Uvadlé listí“ (1896), která obsahuje prvky modernismu a dekadence.
Frankova prozaická tvorba je představená více než stovkou povídek a novel a desítkou románů. Pro jeho prózu je příznačná žánrové bohatství, od sociálně kritického, přes historické (novela Zachar Berkut, v českém překladu též jako Horský orel) a buditelské, až po filosoficko-reflexivní a realistické zobrazení života všech společenských vrstev.
V roce 1891 básník navštívil Prahu a, jak hlásá pamětní deska na paláci Žofín, 18. května zde vystoupil na sjezdu slovanské pokrokové mládeže. Je pochován na Lyčakivského hřbitově ve Lvově.
Pomník či pamětní deska Ivana Franka je v mnoha ukrajinských městech, z nichž jedno – Stanislav – bylo v roce 1961 přejmenováno na Ivano-Frankivsk. Frankův portrét je také motivem ukrajinské bankovky v hodnotě 20 hřiven.

### Odkaz
Po Ivanu Frankovi bylo pojmenováno:
- Město Ivano-Frankivsk, Sídlo městského typu
- Lvovská univerzita (Lvovská národní univerzita Ivana Franka), Národní akademické divadlo v Kyjeve
- Ulice v městech Bučač, Lvov, Stryj, Ternopil, Zoločiv, Kramatorsk a Kremenčuk

### Galerie

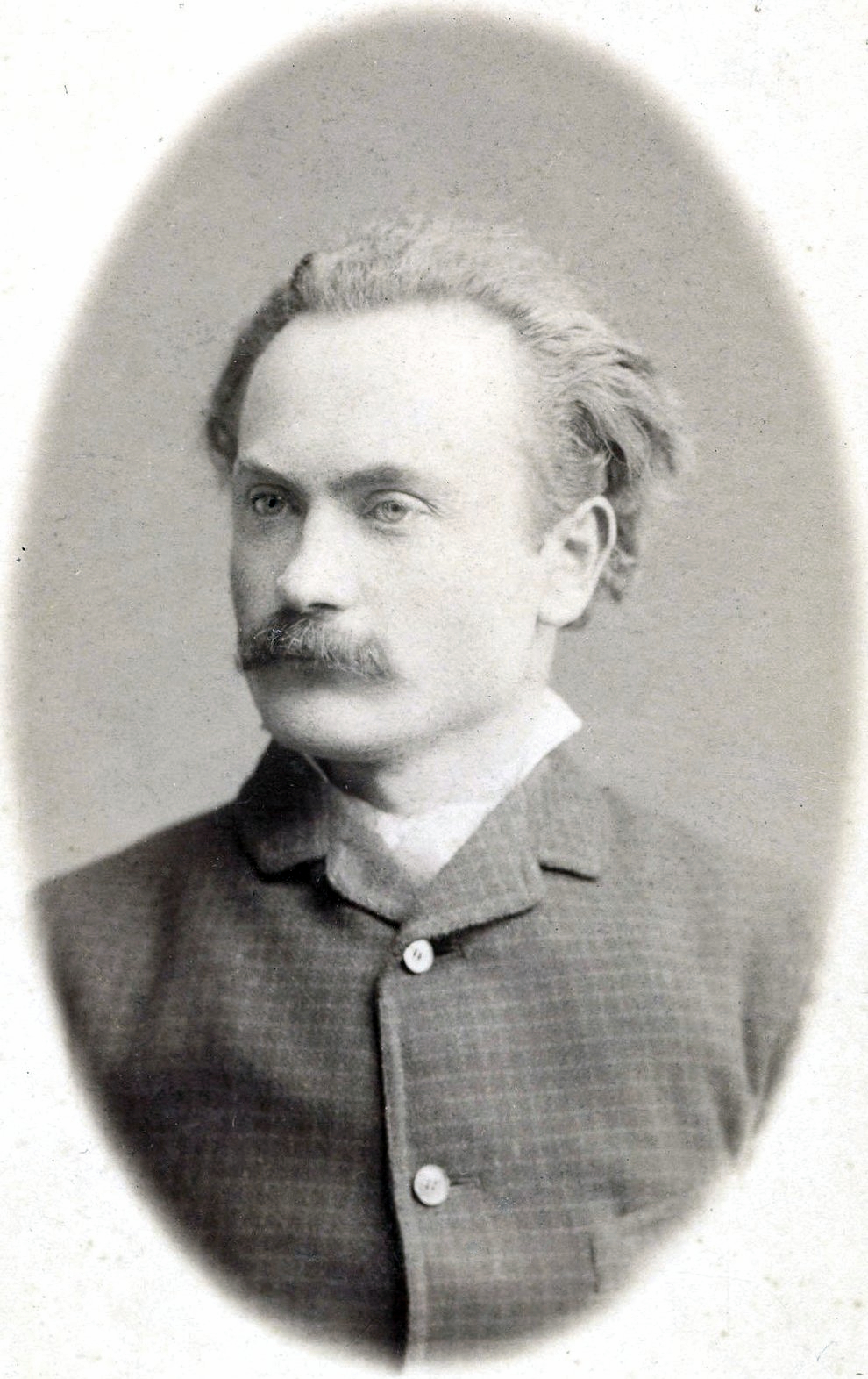
Ivan Franko (1886)
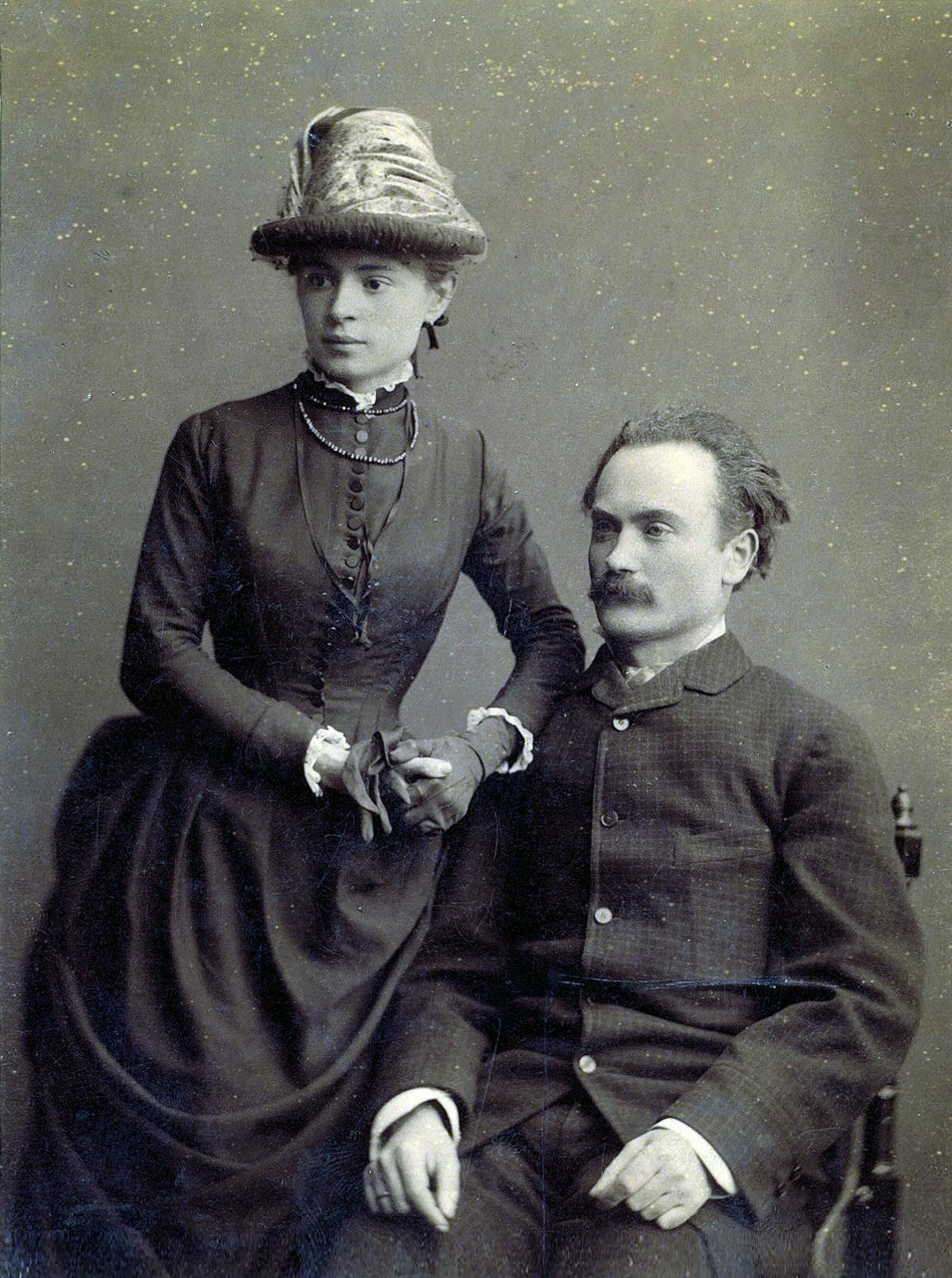
Jeho manželka, Olha Khoruzhynska (Ольга Франко), v roce 1886
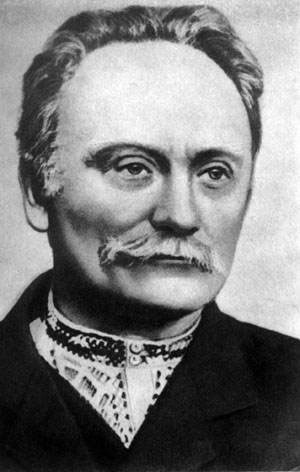
Ivan Franko
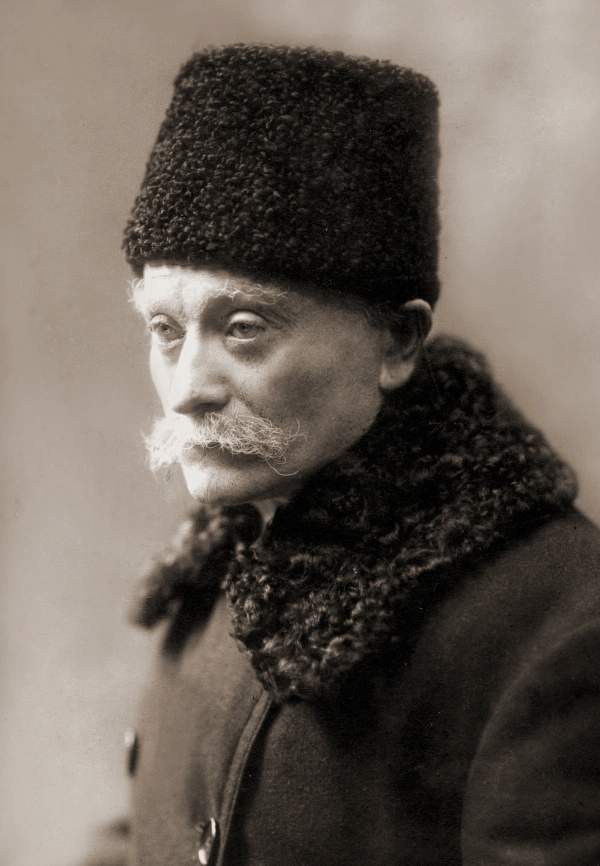
Ivan Franko (1913)
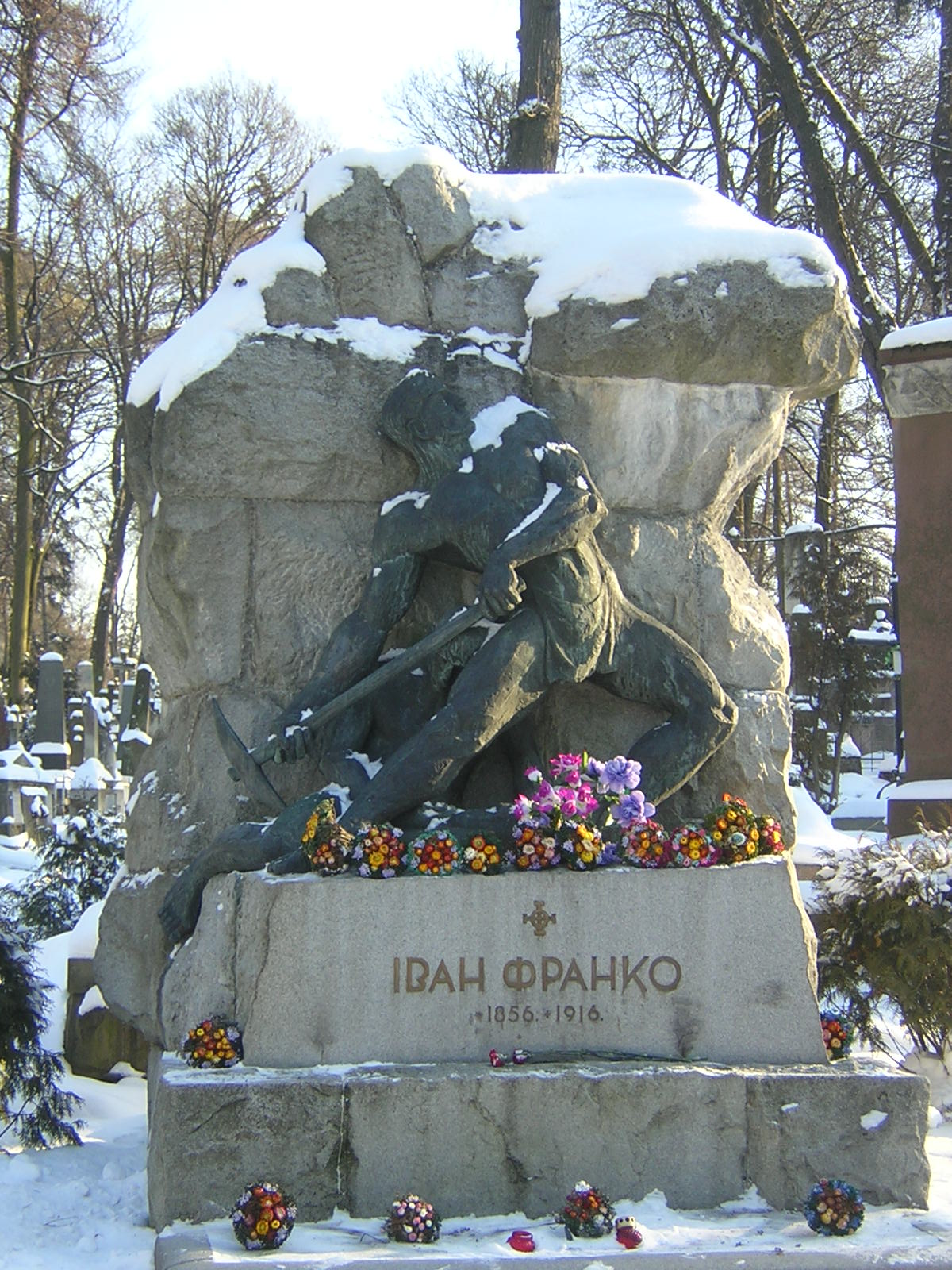
Hrob Ivana Franka ve Lvově
Ivan Franko na dvacetihřivnové bankovce (2003)
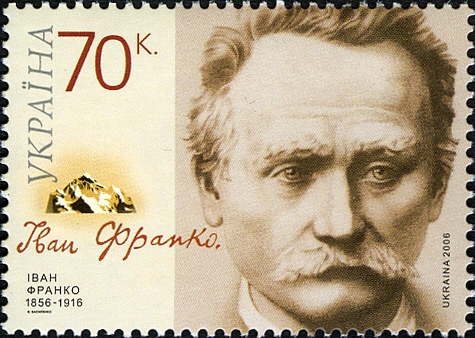
Ivan Franko na ukrajinské poštovní známce (2006)

## Dílo

### Frankova díla vydaná v češtině
- Na dně. Překlad Sokolová Bohuslava – Časopis českého studentstva. Praha, 1892[3]
- Mezi dobrými lidmi. Překlad Hlaváček František – Jan Otto. Praha, 1896
- Boa constrictor. Překlad Hlaváček F. – J. Otto. Světová knihovna. Praha, 1898[4]
- Ukradené štěstí. [Drama.] Překlad Rozvoda Jaroslav – J. Otto. Světová knihovna 59. Praha, 1898[5]
- Haličské obrázky. Překlad Burian J. V. – J. Otto. Praha, 1907
- Dokud zvířata hovořila. Překlad Homolka František – Antonín Svěcený. Praha, 1913[6]
- Povídky. [Hryc ve škole. Tužka.] Překlad Charvát V. – Antonín Svěcený. Praha, 1913
- Polujka. Překlad Handzel Karel. In: 1000 nejkrásnějších novel... č. 69. Úvod Sekanina František – J. R. Vilímek. Praha, 1914
- Manipulantka a jiné novely. [Manipulantka. Mezi dobrými lidmi. Jak se Rusín potloukal po onom světě. Lesyšyna čeleď. Bodláčí. Tomáš se srdcem a Tomáš bez srdce.] Překlad Hrušková Křišťana – Českomoravské podniky tiskové a vydavatelské. Praha, 1920
- Ukradené štěstí. [Opera o 3 jednáních.] – Buček J. F. Prostějov 1925[7]
- Horský orel: Zachar Berkut – Rebec František. Praha, 1931
- Na Čeremoši. Překlad Hůlka Rudolf. Melantrich 1. vyd. Praha, 1951
- Boryslav. Překlad Hůlka R. Ilustroval Turek František – Práce. Praha, 1951
- Povídky. [Boryslav se směje. Lesy a pastviska. Dobrý výdělek. Historie kožichu. Ovčák. Svinská konstituce. Mor. K světlu.] Překlad Lebeda A. A. – Slovanské nakladatelství. Knihovna světových klasiků 4. 1. vyd. Praha, 1951
- Rubač. Překlad Hůlka R. – Svoboda. Světová četba 35. 1. vyd. Praha, 1951
- Repertoární sborník 13: Jednoaktovky světových klasiků. [... Franko Ivan: Strážní domek č. 27 ...] – Ústřední dům čs. armády. Praha, 1955
- Zachar Berkut. Překlad Hůlka R. – Mladá fronta. Květnice 23. 1. vyd. Praha, 1956
- Ukradené štěstí. Překlad Martínek Karel, Digrin Zdeněk – Orbis. Hry lidového jeviště 3. 1. vyd. Praha, 1956
- Poesie. Překlad Hanusová Z., Jechová Hana, Křemenáková Anna, Kubišta L., Marčanová M., Tureček-Jizerský Jan, Vladislav J., Zábrana J. – SNKLHU 1. vyd. Praha, 1956
- Ukradené štěstí: drama z vesnického života o pěti dějstvích. Překlad Martínek K., Digrin Z. – Orbis. Praha, 1956
- Když zvířátka ještě mluvila. Překlad Zilynská Ludmila. Ilustroval Šindler Jiří – Svět sovětů. 1. vyd. Praha, 1963
- Soví válka. Překlad Zilynská L. Ilustrace Běhounek Jiří. Svět sovětů. Praha, 1968
- Uvadlé listí: lyrické drama. Překlad Vladislav Jan – BBart. VERSUS. 1. vyd. Praha, 2006
- Pohádky o zvířátkách a lidech. Překlad Michalec Jan. Ilustrace Jíšová Alena. Infinitiart. Český Těšín, 2009